# 응우옌띠엔녓
응우옌띠엔녓(베트남어: Nguyễn Tiến Nhật, 1990년 4월 5일~)은 베트남의 펜싱 선수로 주 종목은 에페이다.
2012년 7월 27일 2012년 하계 올림픽 개막식에서 베트남 선수단의 기수로 입장하였다.
그는 2012년 하계 올림픽의 남자 에페 개인전에 참가하여 29위에 올랐다.